# 国立台湾大学医学院

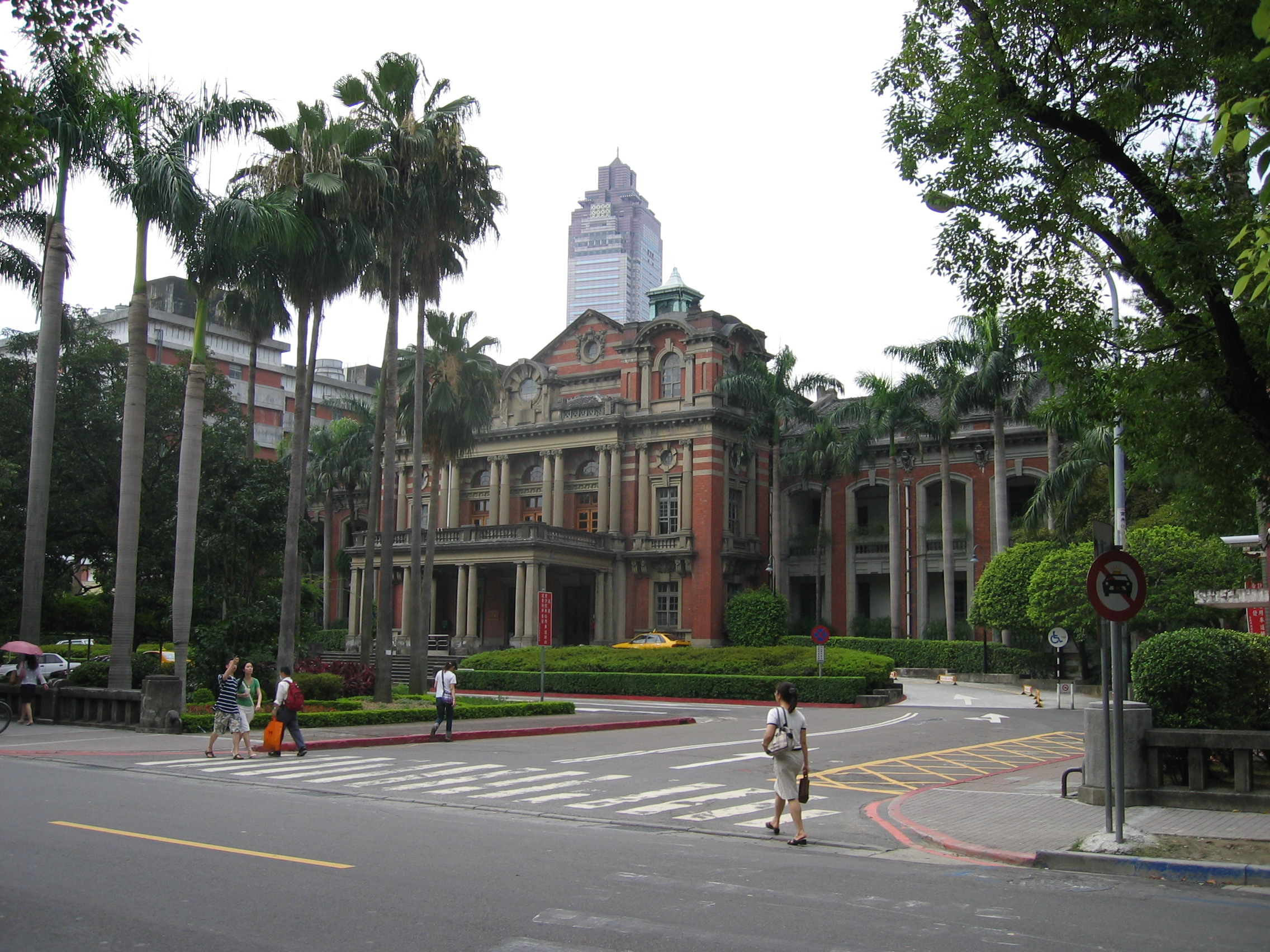
附属病院

国立台湾大学医学部（英語: National Taiwan University College of Medicine）は、国立台湾大学の学部（学院）。略称は台大医学院。国立台湾大学医学部附属病院に隣接。

## 沿革
- 1897年（明治30年） - 台湾総督府台北医院医学講習所設立[1]。
- 1899年（明治32年） - 台湾総督府医学校（総督府医学校）設立[1]。
- 1927年（昭和2年） - 旧制専門学校として台北医学専門学校（台北医専）設立[1]。
- 1928年（昭和3年） - 台北帝国大学設置、台北帝国大学医学部となる[1]。
- 1945年 - 日本から中華民国の台湾返還に伴い、台北帝国大学が国立台湾大学となり、医学部は国立台湾大学医学院と改名された[1]。

## 組織

### 学科[2]
- 医学科
- 医学検査・生物技術学科
- 看護学科
- 理学療法学科
- 作業療法学科

### 大学院研究科
- 臨床医学研究科
- 生理学研究科
- 生化学・分子生物学研究科
- 病理研究科
- 微生物研究科
- 解剖細胞生物学研究科
- 薬理学研究科
- 毒性研究科
- 分子医学研究科
- 免疫学研究科
- 法医学研究科
- 医用工学研究科
- 臨床腫瘍研究科
- ゲノム・プロテオーム医学研究科
- 脳科学研究科
- 医療機器・医用画像研究科
- 医学教育・生命医倫理研究科